# Kırşehir (provincie)
Provincie Kırşehir je území v Turecku ležící ve střední Anatolii. Hlavním městem je Kırşehir. Rozkládá se na ploše 6 570 km2 a v roce 2009 zde žilo 223 102 obyvatel. Provincie se nachází v oblasti častých zemětřesení.

## Administrativní členění
Provincie Kırşehir se administrativně člení na 7 distriktů:
- Akçakent
- Akpınar
- Boztepe
- Çiçekdağı
- Kaman
- Kırşehir
- Mucur